# Slichtenhof

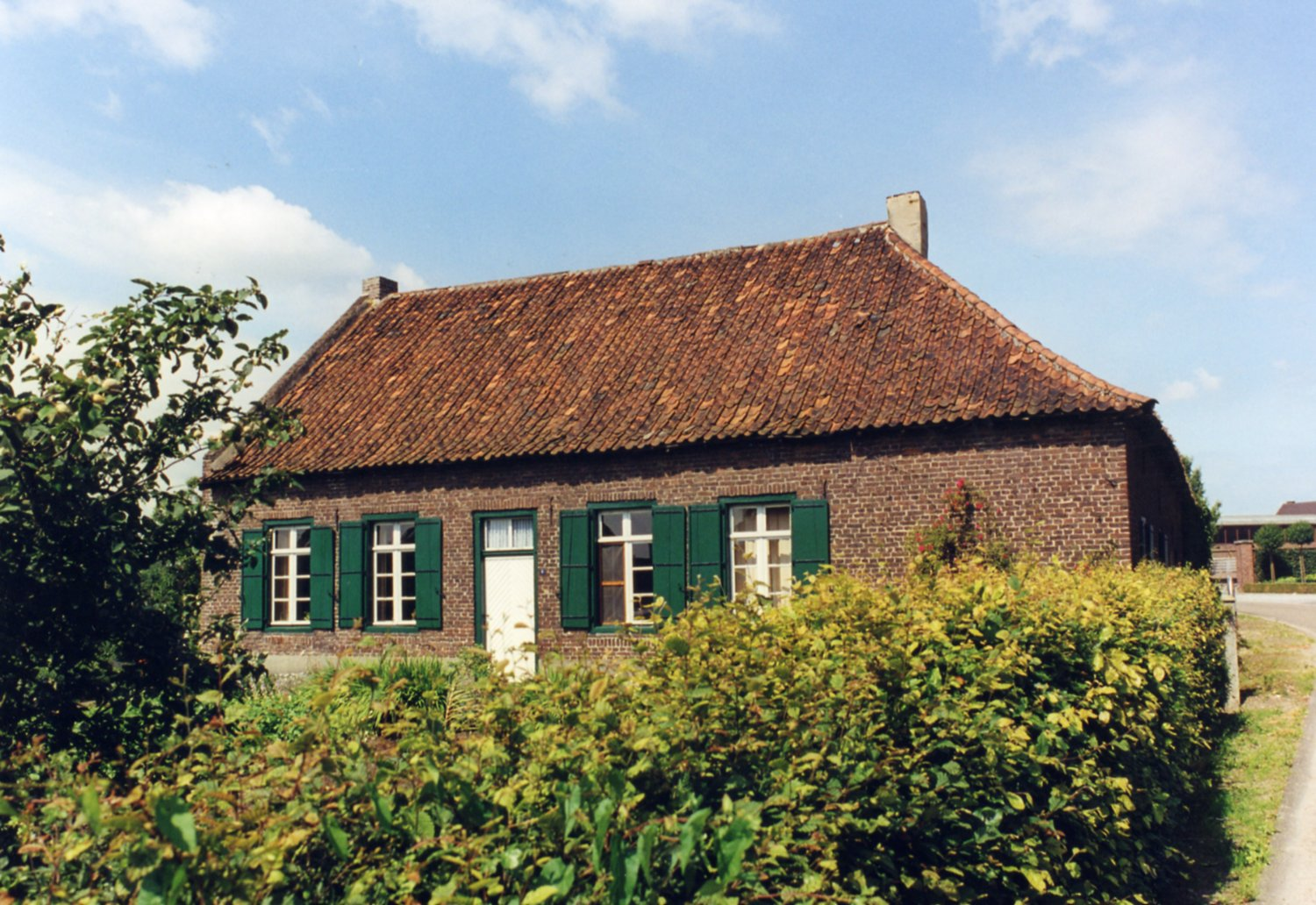

Slichtenhof is een oude L-vormige hoeve gelegen in het Belgische dorp Molenbeersel. Het Slichtenhof wordt reeds vermeld in documenten daterend uit 1530.
Deze hoeve staat afgebeeld op de Ferrariskaart (1771-1777) als een langgestrekte hoeve. In de Atlas der Buurtwegen (1845) staat de hoeve afgebeeld in haar huidige vorm.
Slichtenhof is een beschermd monument bij ministerieel besluit van 17 oktober 2005.
De hoeve is gelegen in de Slichtestraat 5 te Molenbeersel.